# Æg
 For alternative betydninger, se Æg (flertydig). (Se også artikler, som begynder med Æg)
Et æg i zoologien er den eksterne entitet som indeholder kimet til et nyt individ. 
I de fleste fugle, krybdyr, insekter, bløddyr, fisk, og to typer af pattedyr (myrepindsvin og næbdyr) er et æg (latin, ovum) en Zygote, der følger af befrugtning af ægcellen. For at aktivere inkubation skal ægget normalt holdes i et bestemt temperaturområde, mens det nærer og beskytter den voksende embryo. Når fosteret er tilstrækkeligt udviklet bryder det ud af ægget. Nogle fostre har en midlertidig ægtand til at knække, eller bryde æggeskallen eller afdækning med.
Ovipar-dyr er dyr, der lægger æg med lidt eller ingen udvikling af embryoet indeni moderen. Undersøgelse eller indsamling af æg, især fugleæg, kaldes Oologi.
- Fugleæg er (i modsætning til eksempelvis fiskeæg) omgivet af en kalkskal.
- Krybdyræg er om givet af en læderagtig skal.
- Paddeæg er omgivet af en tyk slimklump og hænger sammen.
- Fiskeæg hænger ikke sammen, men har et slimlag rundt om sig.